# Tanka
Tanka (短歌, poema curto) é um estilo de poesia japonesa e é formada por 31 sílabas (versos de 5 - 7 - 5 - 7 - 7 sílabas respectivamente). Sua origem está no waka, termo genérico para designar a poesia aristocrática (também de 31 sílabas).

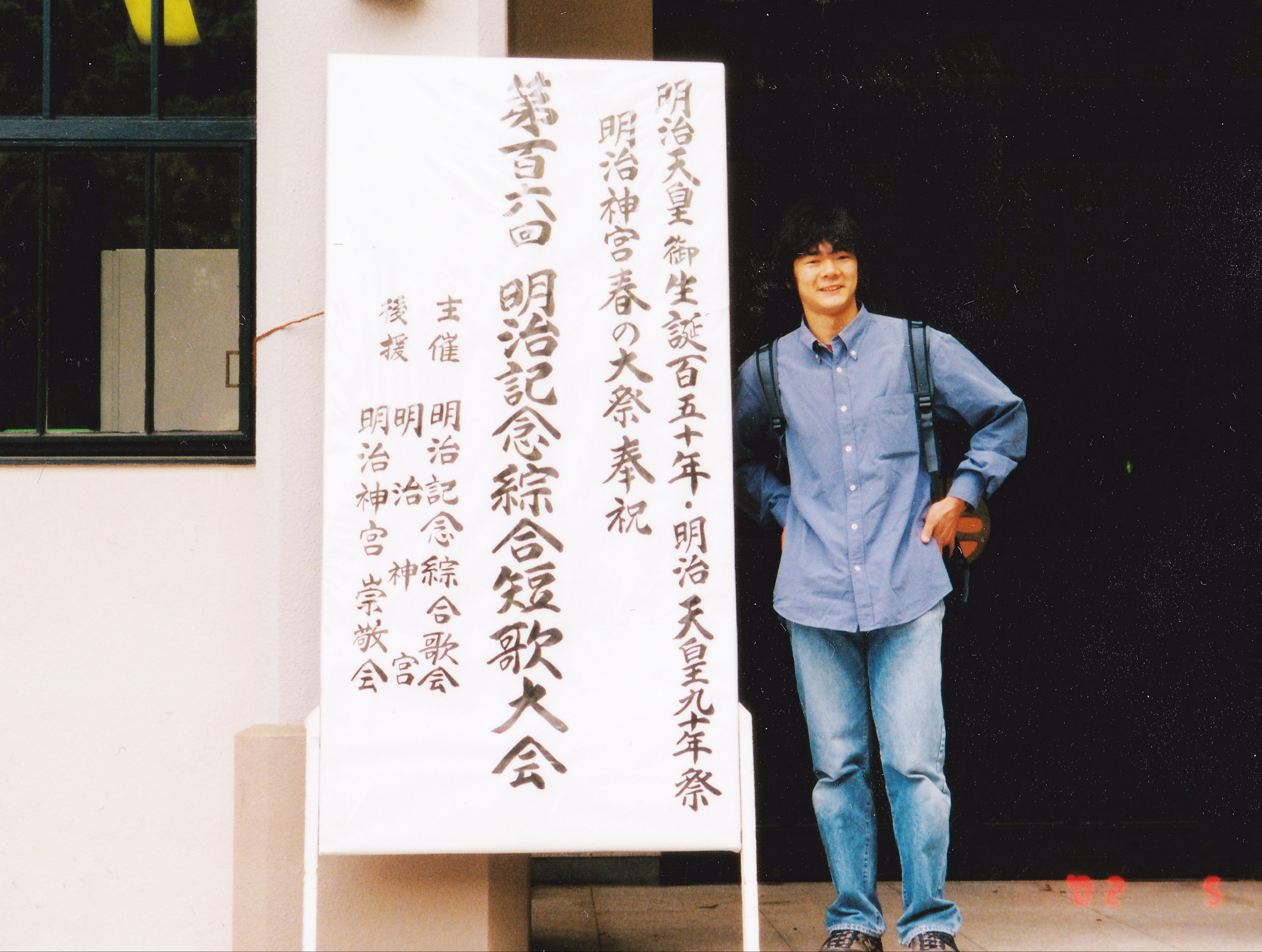
Shinichiro Hagihara na cerimônia de premiação do Meiji Kinenkan torneio de tanka, 2002.

Esta forma poética foi muito utilizada entre os séculos VI e VIII no Japão. Há mais de 4 mil poemas no estilo. Como já citado acima, é composto de 5-7-5-7-7 sílabas ou poema de 31 sílabas. Chama a atenção porque ele se divide em duas estrofes: a primeira formada por 5-7-5 sílabas, chamada de kami no ku ("primeiro verso") e a segunda, com 7-7 sílabas, chamada de shimo no ku ("último verso"). Depois de um tempo o tanka passou a ser composto por 2 pessoas. Uma ficaria encarregada pela primeira estrofe (denominada: hokku) e outra pela segunda estrofe (denominada wakiku). Segundo textos essa forma de poema tornou-se uma coqueluche nos anos de 1186-1339, no Japão. A forma poética ficou tão disseminada que passou a ligar-se a outras estrofes da mesma medida, somando centenas de versos. E a nova forma passou a chamar-se "renga" e, em seguida, "renga haikai, ou "renku". Depois de mais algum tempo e passando pelo seguimento dos monges, representantes da burguesia e artistas populares, a temática de simplificação do cotidiano foi enfatizada e o minimalismo passou a ser uma tendência seguida em várias formas da cultura japonesa (daí a expressão "poema curto"). Este movimento fez com que o hokku (primeira estrofe do renga haikai, ou simplesmente haikai) se tornasse autônoma. Surgindo então os Haikais (Haikai).